# Arménie soviétique (journal)
Arménie soviétique (en azéri: Sovet Ermenistanı) est un journal socio-politique républicain en langue azerbaïdjanaise, publié en RSS d'Arménie dans les années 1921-1989. Le journal couvrait les événements sociopolitiques qui se déroulaient en Arménie et à l'étranger.

## Historique
Dans les années 1970, le journal est publié 3 fois par semaine avec un tirage de 21 000 exemplaires. Le journal est fondé en 1921. Il s'appelait à l'origine Rəncbər (« Laboureur »), en 1925-1928 Zəngi, en 1929-1937 Qızıl şəfəq (« Aube rouge »), en 1937-1939 Kommunist (« communiste »). En octobre 1939 le journal est renommé Sovet Ermanistanı. En 1971, le journal reçoit l'Ordre de l'Insigne d'honneur. La publication du journal est interrompue en raison du conflit du Karabakh.